# Petra Krantz Lindgren

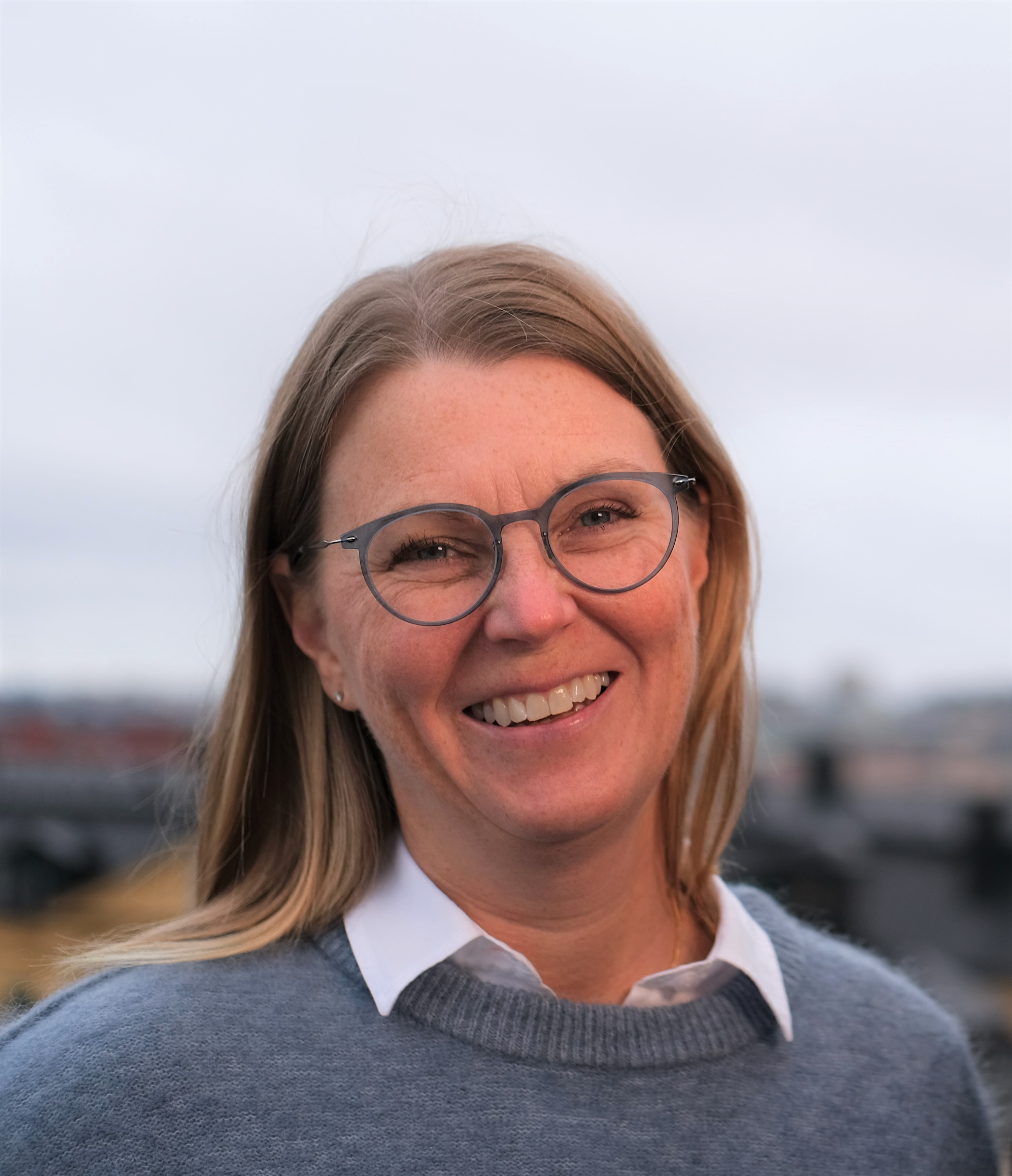
Petra Krantz Lindgren, beteendevetare och författare

Petra Krantz Lindgren, född 1972, är en svensk beteendevetare, författare och föreläsare.

## Biografi
Krantz Lindgren har en grundutbildning i psykologi, samtal och kommunikation. Hon disputerade 2001 i statsvetenskap på en avhandling med inriktning mot politisk psykologi och samband mellan tankar, känslor och handlingar.
År 2014 gav hon ut Med känsla för barns självkänsla. Boken har kommit ut i flera upplagor och översatts till norska, danska, koreanska, estniska,  polska, franska och tyska. År 2019 gav hon ut en förkortad version: Barns självkänsla: den korta versionen.
Hon har gjort många utbildningsprogram för UR föräldrar där hon presenteras som expert och beteendevetare, och ger återkommande råd om relationer och barnuppfostran.